# تصور البيانات والمعلومات

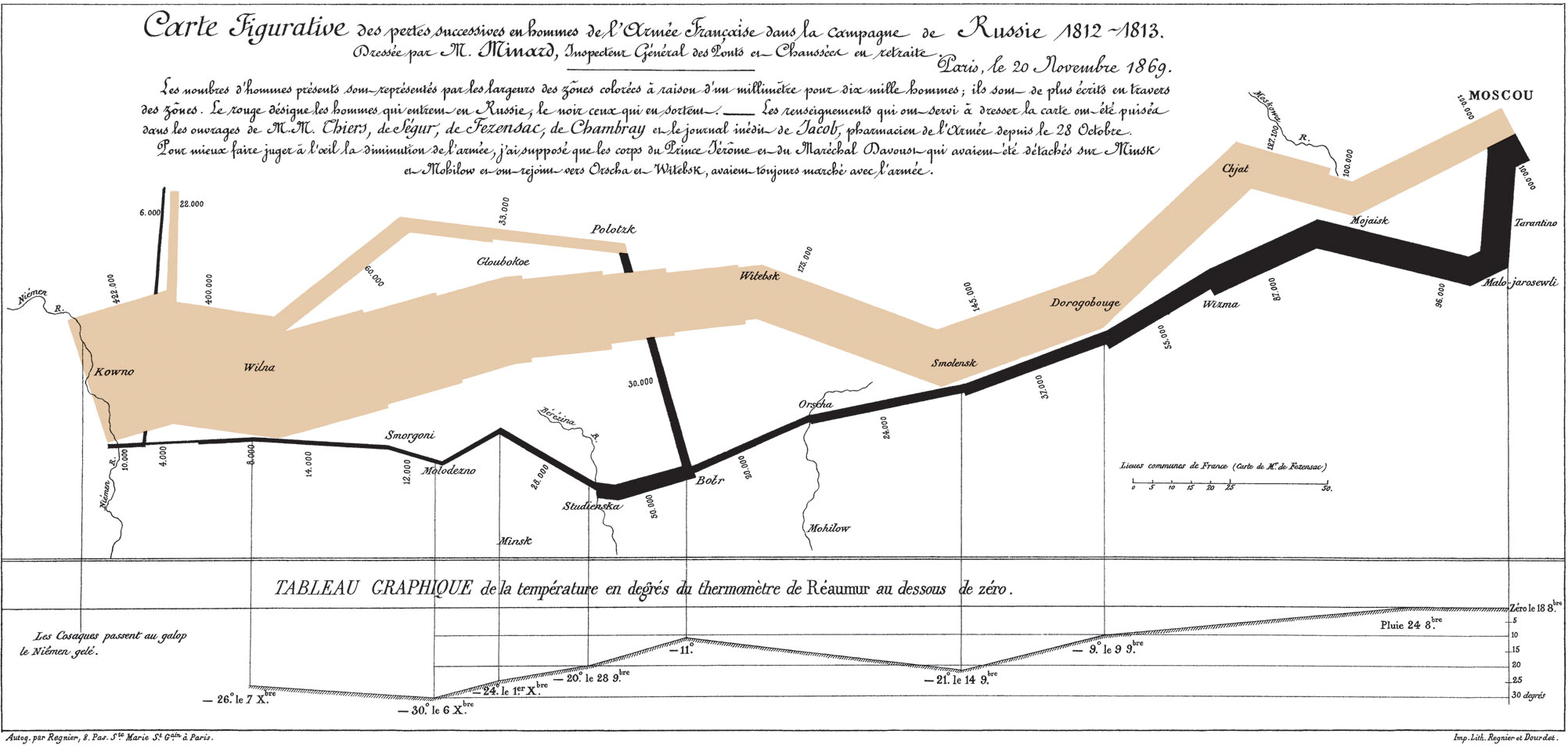
وصف أستاذ الإحصاء إدوارد توفته الرسم البياني الذي رسمه تشارلز جوزيف مينارد عام 1869 لغزو فرنسا النابليونية لروسيا بأنه "قد يكون أفضل رسم بياني إحصائي تم رسمه على الإطلاق"، مشيرًا إلى أنه يلتقط ستة متغيرات في بعدين.

  تصور البيانات والمعلومات Data and information visualization (البيانات المرئية أو المعلومات المرئية)-  هو ممارسة تصميم وإنشاء تمثيلات رسومية أو مرئية لكمية كبيرة من البيانات والمعلومات الكمية والنوعية المعقدة بمساعدة عناصر مرئية ثابتة، أو ديناميكية، أو تفاعلية. وتعتمد مثل هذه التصورات عادةً على البيانات والمعلومات التي تم جمعها من مجال معين من الخبرة، وهي مخصصة لجمهور أوسع بهدف مساعدتهم على الاستكشاف والاكتشاف بصريًا، والفهم السريع، والتفسير، واكتساب رؤى مهمة حول التركيبات والعلاقات والارتباطات والأنماط المحلية والعالمية والاتجاهات والاختلافات والثبات والتجمعات والقيم المتطرفة والتجمعات غير العادية داخل البيانات (التصور الاستكشافي). عندما يكون المقصود به أن ينقل لعامة الناس (الاتصال الجماهيري) نسخة موجزة من المعلومات المعروفة والمحددة بطريقة واضحة وجذابة ( التصور التقديمي أو التوضيحي)،  فإنه عادة ما يسمى بالرسومات البيانية المعلوماتية.
ويهتم التصور البياني للبيانات بتقديم مجموعات من البيانات الخام الكمية في المقام الأول في شكل تخطيطي، عن طريق استخدام الصور. تتضمن التنسيقات المرئية المستخدمة في تصور البيانات المخططات والرسوم البيانية (على سبيل المثال المخططات الدائرية، المخططات الشريطية، المخططات الخطية، المخططات المساحية، المخططات المخروطية، المخططات الهرمية، المخططات الدائرية، المخططات التكرارية، المخططات الطيفية، المخططات الفوجية ، المخططات الشلالية، المخططات القمعية، المخططات النقطية، إلخ)، المخططات، المخططات البيانية (على سبيل المثال المخططات التشتتية، المخططات التوزيعية، مخططات الصندوق والشارب )، الخرائط الجغرافية المكانية (مثل خرائط الرموز النسبية، خرائط الكوروبلث، خرائط التساوي وخرائط الحرارة )، الأشكال، مصفوفات الارتباط، مقاييس النسبة المئوية، إلخ، والتي يمكن دمجها أحيانًا في لوحة معلومات.
من ناحية أخرى، يتعامل التصور المعلوماتي مع مجموعات بيانات متعددة وواسعة النطاق ومعقدة تحتوي على بيانات كمية (عددية)، بالإضافة إلى معلومات نوعية (غير رقمية، أي لفظية أو رسومية) ومجردة في المقام الأول، وهدفه هو إضافة قيمة إلى البيانات الخام، وتحسين فهم المشاهدين، وتعزيز إدراكهم ومساعدتهم على استخلاص الأفكار واتخاذ القرارات أثناء التنقل والتفاعل مع العرض الرسومي المدعوم من الكمبيوتر. تتضمن الأدوات المرئية المستخدمة في تصور المعلومات خرائط للبيانات المستندة إلى الموقع؛ والتنظيمات الهرمية للبيانات مثل خرائط الأشجار، والأشجار الشعاعية، وغيرها من هياكل الأشجار؛ والعروض التي تعطي الأولوية للعلاقات (Heer et al. 2010) مثل مخططات سانكي، ومخططات الشبكة، ومخططات فن، والخرائط الذهنية، والشبكات الدلالية، ومخططات الكيانات والعلاقات؛ والمخططات الانسيابية، والجداول الزمنية، وما إلى ذلك.
تتمتع التقانات الناشئة مثل الواقع الافتراضي والمعزز والمختلط بالقدرة على جعل تصور المعلومات أكثر غامرة وبديهية وتفاعلية وسهلة التلاعب، وبالتالي تعزيز الإدراك البصري والإدراك لدى المستخدم. في تصور البيانات والمعلومات، الهدف هو عرض واستكشاف البيانات المجردة، وغير المادية، وغير المكانية التي تم جمعها من قواعد البيانات، وأنظمة المعلومات، وأنظمة الملفات، والمستندات وبيانات الأعمال وما إلى ذلك ( التصور التقديمي والاستكشافي) والذي يختلف عن مجال التصور العلمي، حيث يكون الهدف هو تقديم صور واقعية بناءً على البيانات العلمية المادية والمكانية؛ من أجل تأكيد أو رفض الفرضيات ( التصور التأكيدي).
يتم الحصول على البيانات بشكل صحيح من خلال المصادر المناسبة، والسياق المناسب والبساطة وعدم الازدحام. البيانات الأساسية دقيقة ومحدثة للتأكد من موثوقية الرؤى. يتم اختيار العناصر الرسومية بعناية لمجموعات البيانات المقدمة وتكون جذابة من الناحية الجمالية، مع استخدام الأشكال والألوان والعناصر المرئية الأخرى بشكل متعمد بطريقة مفيدة وغير مشتتة. ويتم إرفاق الصور بنصوص داعمة (ملصقات وعناوين). تتكامل هذه المكونات اللفظية والرسومية مع بعضها البعض من أجل ضمان فهم واضح وسريع وسهل التذكر. إن التصور الفعال للمعلومات يدرك احتياجات ومخاوف ومستوى خبرة الجمهور المستهدف، ويوجههم عمدًا إلى الاستنتاج المقصود. ويمكن استخدام هذا التصور الفعال ليس فقط لنقل الأفكار المتخصصة والمعقدة والمدفوعة بالبيانات الضخمة إلى مجموعة أوسع من الجمهور غير التقني بطريقة جذابة بصريًا وجذابة وسهلة الوصول إليها، ولكن أيضًا للخبراء والمديرين التنفيذيين في المجال لاتخاذ القرارات ومراقبة الأداء وتوليد أفكار جديدة وتحفيز البحث. بالإضافة إلى ذلك، يستخدم علماء البيانات ومحللو البيانات ومتخصصو استخراج البيانات التصور البياني بهدف التحقق من جودة البيانات، والعثور على الأخطاء والفجوات غير العادية والقيم المفقودة في البيانات، وتنظيف البيانات، واستكشاف هياكل وميزات البيانات وتقييم مخرجات النماذج المعتمدة على البيانات. في مجال الأعمال، يمكن أن يشكل تصور البيانات والمعلومات جزءًا من سرد القصص بالبيانات، حيث يتم إقرانها ببنية سردية متماسكة أو قصة لوضع البيانات التي تم تحليلها في سياقها وتوصيل الأفكار المكتسبة من تحليل البيانات بوضوح وبشكل لا يُنسى بهدف إقناع الجمهور باتخاذ قرار أو اتخاذ إجراء من أجل خلق قيمة تجارية. يمكن مقارنة هذا بمجال الرسومات الإحصائية، حيث يتم توصيل البيانات الإحصائية المعقدة بيانيًا بطريقة دقيقة ومحددة بين الباحثين والمحللين ذوي الخبرة الإحصائية؛ لمساعدتهم على إجراء تحليل استكشافي للبيانات أو لنقل نتائج مثل هذه التحليلات، حيث لا تكون الجاذبية البصرية وجذب الانتباه إلى قضية معينة ورواية القصص مهمة.
يعد مجال تصور البيانات والمعلومات ذا طبيعة متعددة التخصصات؛ لأنه يحتوي على مبادئ موجودة في تخصصات الإحصاء الوصفي (منذ القرن الثامن عشر)،  والاتصال المرئي، والتصميم الجرافيكي، والعلوم المعرفية، ومؤخرًا، الرسومات الحاسوبية التفاعلية والتفاعل بين الإنسان والحاسوب. ونظرًا لأن التصور الفعال يتطلب مهارات التصميم والمهارات الإحصائية ومهارات الحوسبة، لذا فقد زعم مؤلفون مثل جيرشون وبيج أنه فن وعلم في نفس الوقت. يجمع مجال التحليلات المرئية المجاور بين تحليل البيانات الإحصائية وتصور البيانات والمعلومات والتفكير التحليلي البشري من خلال واجهات مرئية تفاعلية لمساعدة المستخدمين من البشر على التوصل إلى استنتاجات واكتساب رؤى قابلة للتنفيذ، واتخاذ قرارات مستنيرة يصعب على أجهزة الكمبيوتر القيام بها.
البحث في كيفية قراءة الأشخاص، وقراءتهم الخاطئة لأنواع مختلفة من التصورات، يسلعد كثيرًا في تحديد أنواع وميزات التصورات الأكثر قابلية للفهم وفعالية في نقل المعلومات. ومن جانب آخر، يمكن للتصورات السيئة غير المقصودة، أو المضللة والمخادعة عمدًا (التصورات المضللة) أن تعمل بوصفها أدوات قوية لنشر المعلومات المضللة والتلاعب بالإدراك العام وتحويل الرأي العام نحو أجندة معينة. وهكذا باتت محو الأمية في مجال تصور البيانات مكونًا مهمًا لمحو الأمية في البيانات والمعلومات في عصر المعلومات، وذلك على غرار الأدوار التي لعبتها محو الأمية النصية والرياضية والبصرية في الماضي.

## ملخص

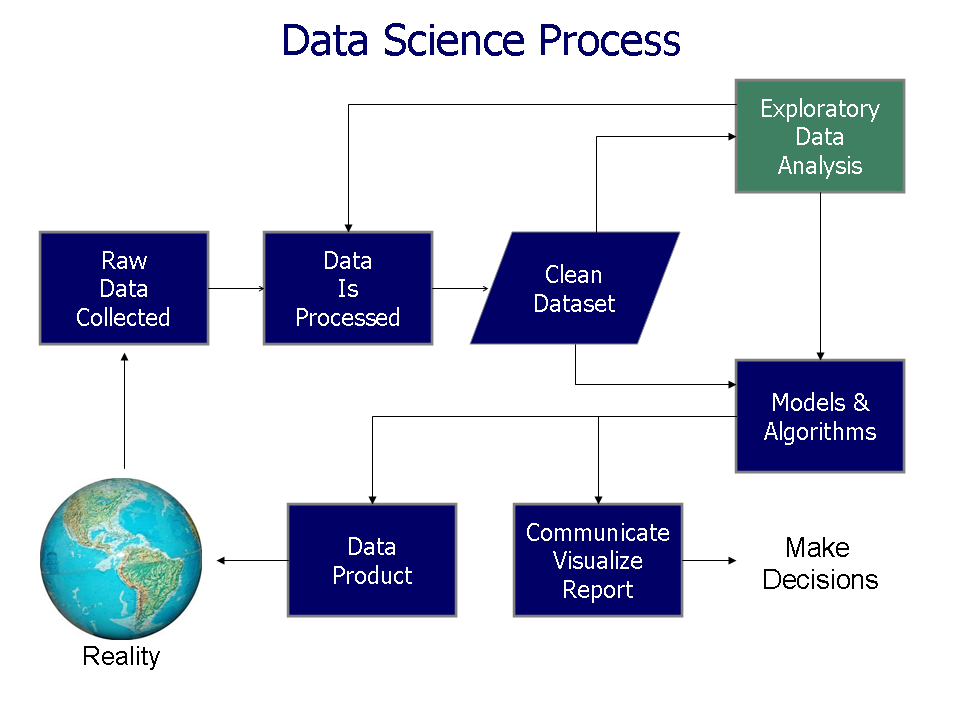
يعد التصور البياني للبيانات إحدى خطوات تحليل البيانات وتقديمها للمستخدمين.

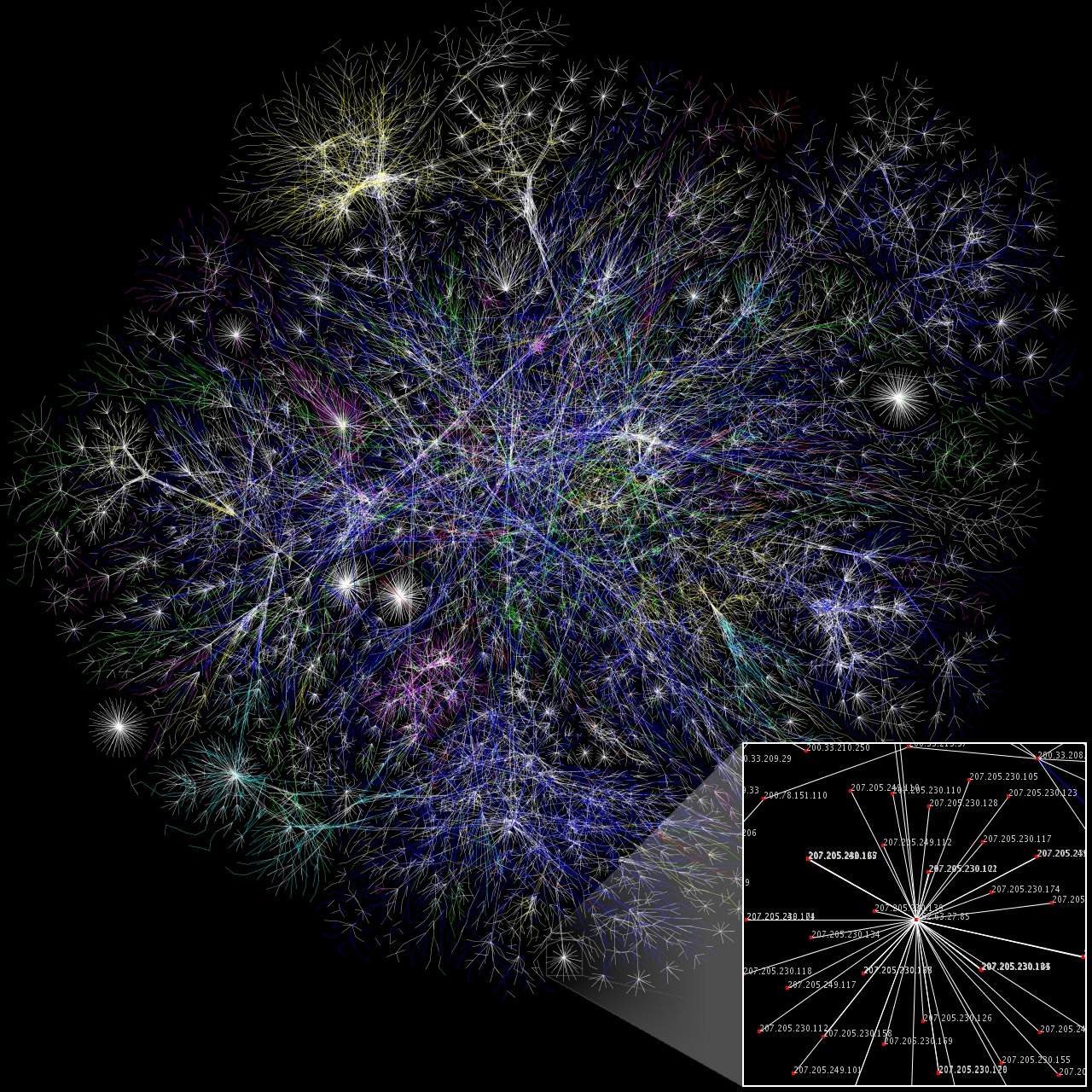
خريطة جزئية للإنترنت في أوائل عام 2005 ممثلة على شكل رسم بياني؛ يمثل كل سطر عنوانين IP ، وبعض التأخير بين هاتين العقدتين.

لقد نشأ مجال تصور البيانات والمعلومات "من خلال البحث في التفاعل بين الإنسان والحاسوب، وعلوم الحاسوب، والرسوميات، والتصميم المرئي، وعلم النفس، والتصوير الفوتوغرافي، وأساليب الأعمال. ويُطبق هذا المجال بشكل متزايد بوصفه مكونَا أساسيًا في البحث العلمي، والمكتبات الرقمية، واستخراج البيانات، وتحليل البيانات المالية، ودراسات السوق، ومراقبة إنتاج التصنيع، واكتشاف الأدوية ".
تصور البيانات والمعلومات يقوم على إفتراض أن "التمثيلات البصرية وتقنيات التفاعل تستفيد من النطاق الترددي الواسع للعين البشرية إلى العقل، مما يسمح للمستخدمين برؤية، واستكشاف، وفهم كميات هائلة من المعلومات دفعةً واحدة. وقد ركز تصور المعلومات على ابتكار أساليب، بهدف نقل المعلومات المجردة بطرق بديهية." 
يعد تحليل البيانات جانبًا لا غنى عنه في جميع الأبحاث التطبيقية وحل المشكلات في الصناعة. إن أكثر طرق تحليل البيانات الأساسية هي التصور (المخططات البيانية، ومخططات التشتت، ومخططات السطح، وخرائط الأشجار، ومخططات الإحداثيات المتوازية، وما إلى ذلك)، والإحصاء ( اختبار الفرضية، والانحدار، وتحليل المكونات الرئيسية، وما إلى ذلك)، واستخراج البيانات ( التعدين الارتباطي، وما إلى ذلك)، وطرق التعلم الآلي ( التجميع، والتصنيف، وأشجار القرار، وما إلى ذلك). ومن بين هذه الأساليب، فإن التصور المعلوماتي، أو تحليل البيانات البصرية، هو الأكثر اعتمادًا على المهارات المعرفية للمحللين البشريين، ويسمح باكتشاف رؤى غير منظمة، قابلة للتنفيذ محدودة فقط بالخيال والإبداع البشري. والمحلل لا يحتاج إلى تعلم أي أساليب معقدة ليكون قادرًا على تفسير تصورات البيانات. ويعد التصور المعلوماتي أيضًا مخططًا لتوليد الفرضيات، والذي يمكن أن يتبعه، وعادةً ما يتبعه، تحليل أكثر تحليلًا أو رسميًا، مثل اختبار الفرضيات الإحصائية.
ومن أجل توصيل المعلومات بشكل واضح وفعال، يستخدم التصور البياني للبيانات كل من: الرسوم البيانية الإحصائية، والرسوم البيانية، ورسوم المعلومات، وأدوات أخرى. كما يمكن ترميز البيانات الرقمية باستخدام النقاط أو الخطوط أو الأشرطة، للتواصل بصريًا برسالة كمية. ويساعد التصور الفعال المستخدمين على تحليل البيانات والأدلة والتفكير فيها. وهو يجعل البيانات المعقدة أكثر سهولة في الوصول إليها وفهمها واستخدامها، ولكن يمكن أيضًا أن يكون اختزاليًا. قد يكون لدى المستخدمين مهام تحليلية معينة، مثل إجراء المقارنات أو فهم السببية، ويتبع مبدأ تصميم الرسم البياني (أي إظهار المقارنات أو إظهار السببية) المهمة. تُستخدم الجداول بشكل عام حيث يبحث المستخدمون عن قياس محدد، بينما تُستخدم المخططات من أنواع مختلفة، بهدف إظهار الأنماط أو العلاقات في البيانات لمتغير واحد أو أكثر.
ويشير التصور المرئي للبيانات إلى التقنيات المستخدمة لتوصيل البيانات أو المعلومات عن طريق ترميزها كأشياء مرئية (على سبيل المثال، نقاط أو خطوط أو أشرطة) موجودة في الرسومات. والهدف الرئيس من وراء ذلك هو توصيل المعلومات للمستخدمين بشكل واضح وفعال. إنها إحدى خطوات تحليل البيانات أو علم البيانات. ووفقًا لفيتالي فريدمانVitaly Friedman (2008م)، فإن "الهدف الرئيس من تصور البيانات هو توصيل المعلومات بوضوح وفعالية من خلال الوسائل الرسومية. هذا لا يعني أن تصور البيانات يجب أن يبدو مملًا ليكون عمليًا أو معقدًا للغاية ليبدو جميلًا. لنقل الأفكار بفعالية، يجب أن يتكامل الشكل الجمالي والوظيفي معًا، مما يوفر رؤى ثاقبة لمجموعة بيانات قليلة ومعقدة إلى حد ما من خلال توصيل جوانبها الرئيسية بطريقة أكثر بديهية. ومع ذلك، غالبًا ما يفشل المصممون في تحقيق التوازن بين الشكل والوظيفة، مما يؤدي إلى إنشاء تصورات بيانات رائعة تفشل في تحقيق هدفها الرئيس - وهو توصيل المعلومات".
بالفعل، فقد اقترح فرناندا فيجاس Fernanda Viegas ومارتن م. واتنبرج أن التصور المثالي لا ينبغي أن يتواصل بوضوح فحسب، بل ينبغي أن يحفز مشاركة المشاهد واهتمامه.
ويرتبط تصور البيانات ارتباطًا وثيقًا بكل من : الرسومات المعلوماتية، وتصور المعلومات، والتصور العلمي، وتحليل البيانات الاستكشافي، والرسومات الإحصائية. وفي الألفية الجديدة، أصبح التصور البياني للبيانات مجالًا نشطًا للبحث والتدريس والتطوير. ووفقًا لـ Post et al. (2002)، فقد وحد بين التصور العلمي والتصور المعلوماتي.
وفي البيئة التجارية، غالبًا ما يُشار إلى التصور المرئي للبيانات باسم لوحات المعلومات. والرسوم البيانية هي شكل آخر شائع جدًا لتوضيح البيانات.

## مبادئ

### خصائص العروض الرسومية الفعالة
قد أوضح إدوارد توفتي أن مستخدمي شاشات المعلومات يقومون بمهام تحليلية معينة مثل إجراء المقارنات. يجب أن يدعم مبدأ تصميم الرسوم البيانية المعلوماتية المهمة التحليلية. وكما يوضح ويليام كليفلاندWilliam Cleveland وروبرت ماكجيلRobert McGill، فإن العناصر الرسومية المختلفة تحقق هذه الغاية بفعالية أكبر أو أقل. على سبيل المثال، تتفوق المخططات النقطية والمخططات الشريطية على المخططات الدائرية.
في كتابه "العرض المرئي للمعلومات الكمية" الصادر عام 1983م،  يعرّف إدوارد توفتي "العروض الرسومية" ومبادئ العرض الرسومي الفعال في المقطع التالي: "يتكون التميز في الرسومات الإحصائية من أفكار معقدة يتم توصيلها بوضوح ودقة وكفاءة. وينبغي للعروض الرسومية أن تعمل على:
- إظهار البيانات
- حث المشاهد على التفكير في الجوهر بدلاً من التفكير في المنهجية أو التصميم الجرافيكي أو تكنولوجيا الإنتاج الجرافيكي أو أي شيء آخر
- تجنب تحريف ما تقوله البيانات
- عرض العديد من الأرقام في مساحة صغيرة
- جعل مجموعات البيانات الكبيرة متماسكة
- تشجيع العين على مقارنة قطع مختلفة من البيانات
- كشف البيانات على عدة مستويات من التفاصيل، من نظرة عامة واسعة إلى البنية الدقيقة
- تخدم غرضًا واضحًا إلى حد معقول: الوصف أو الاستكشاف أو الجدولة أو الزخرفة
- أن تكون متكاملة بشكل وثيق مع الأوصاف الإحصائية واللفظية لمجموعة البيانات.

فالرسوم البيانية تكشف البيانات. وفي حقيقة الأمر، يمكن للرسومات البيانية أن تكون أكثر دقة وكشفًا من الحسابات الإحصائية التقليدية. " 
على سبيل المثال، يوضح مخطط ميناردMinard diagram الخسائر التي تكبدها جيش نابليون في الفترة ما بين 1812م إلى1813م. حيث تم رسم ستة متغيرات، تمثلت في: حجم الجيش، وموقعه على سطح ثنائي الأبعاد (x و y)، والوقت، واتجاه الحركة، ودرجة الحرارة. يوضح عرض الخط مقارنة (حجم الجيش في نقاط زمنية)، في حين يشير محور درجة الحرارة إلى سبب التغيير في حجم الجيش. يروي هذا العرض المتعدد المتغيرات على سطح ثنائي الأبعاد قصة يمكن فهمها على الفور أثناء تحديد بيانات المصدر لبناء المصداقية. وقد كتب توفتي في عام 1983م: "قد يكون هذا أفضل رسم بياني إحصائي تم رسمه على الإطلاق." 
وعدم تطبيق مثل هذه المبادئ قد يؤدي إلى ظهور رسوم بيانية مضللة، أو تشويه الرسالة، أو دعم استنتاج خاطئ. وفقًا لتافتي، يشير مصطلح "chartjunk" إلى الزخرفة الداخلية غير الضرورية للرسومات، التي لا تعزز الرسالة أو التأثيرات ثلاثية الأبعاد أو المنظورية غير المبررة. إن فصل المفتاح التوضيحي عن الصورة نفسها دون داعٍ، مما يتطلب من العين التنقل ذهابًا وإيابًا بين الصورة والمفتاح، يُعدّ شكلاً من أشكال "الفوضى الإدارية". لذا ينبغي تعظيم نسبة "البيانات إلى الحبر"، مع محو الحبر غير المتعلق بالبيانات كلما أمكن.
قام مكتب الميزانية بالكونجرس بتلخيص العديد من أفضل الممارسات للعروض الرسومية في عرض تقديمي في يونيو 2014م. وشملت هذه: (أ) معرفة جمهورك المستهدف؛ (ب) تصميم رسومات بيانية يمكن أن تقف بمفردها خارج سياق التقرير؛ (ج) تصميم رسومات بيانية تنقل الرسائل الرئيسة في التقرير.
وتتضمن المعايير المفيدة لتصور البيانات أو المعلومات ما يلي:
1. يعتمد على بيانات (غير مرئية) - أي أن البيانات/المعلومات المرئية ليست معالجة للصور أو تجميعها؛
2. إنه يخلق صورة - وتحديدًا أن الصورة تلعب الدور الأساسي في توصيل المعنى وليست مجرد توضيح مصاحب للبيانات في شكل نص؛ و
3. النتيجة قابلة للقراءة.

وإمكانية القراءة هنا تعني أنه من الممكن للمشاهد أن يفهم البيانات الأساسية، مثل إجراء مقارنات بين العناصر المرئية ذات الحجم المتناسب لمقارنة قيم البيانات الخاصة بها؛ أو استخدام الأسطورة لفك تشفير الخريطة، مثل تحديد المناطق الملونة على خريطة المناخ لقراءة درجة الحرارة في هذا الموقع. ومن أجل تحقيق أقصى قدر من الكفاءة والبساطة في التصميم وتجربة المستخدم، يتم تعزيز قابلية القراءة هذه من خلال استخدام التعيين الثنائي في تصميم عناصر الصورة - حيث يكون تعيين العنصر التمثيلي لمتغير البيانات فريدًا.
وحدد كوسارا (2007م)  أيضًا الحاجة إلى أن يكون التصور "قابلًا للتعرف عليه باعتباره تصورًا ولا يبدو وكأنه شيء آخر". ويذكر أيضًا أن القدرة على التعرف والقراءة قد لا تكون مطلوبة دائمًا في جميع أنواع التصور، على سبيل المثال "الفن المعلوماتي" (الذي لا يزال يلبي المعايير الثلاثة المذكورة أعلاه، ولكنه قد لا يبدو كتصور) أو "التصور الفني" (الذي يعتمد أيضًا على بيانات غير مرئية لإنشاء صورة، ولكن قد لا يكون قابلاً للقراءة أو التعرف عليه).

### الرسائل الكمية

تم رسم نفس مجموعة البيانات في ثلاثة مخططات بيانية: اللوحة العلوية عبارة عن مخطط شريطي يصور تدفق الأحداث بمرور الوقت (يشبه مخطط سانكي في الأصل في صحيفة نيويورك تايمز). اللوحة الوسطى عبارة عن مخطط فقاعي يقيس النتائج المنفصلة بشكل منفصل. اللوحة السفلية عبارة عن مخطط دائري منفجر يوضح الحصص النسبية للفئات، والحصص داخل الفئات.

وقد صف المؤلف ستيفن فيو Stephen Few ثمانية أنواع من الرسائل الكمية، التي قد يحاول المستخدمون فهمها أو توصيلها من مجموعة من البيانات والرسوم البيانية المرتبطة المستخدمة للمساعدة في توصيل الرسالة:
1. السلسلة الزمنية: يتم التقاط متغير واحد على مدى فترة زمنية، مثل معدل البطالة أو مقاييس درجات الحرارة على مدى فترة 10 سنوات. يمكن استخدام الرسم البياني الخطي لإظهار الاتجاه بمرور الوقت.
2. التصنيف: يتم تصنيف التقسيمات الفرعية الفئوية بترتيب تصاعدي أو تنازلي، مثل تصنيف أداء المبيعات ( المقياس ) حسب مندوبي المبيعات ( الفئة ، حيث يكون لكل مندوبي المبيعات تقسيم فرعي فئوي) خلال فترة واحدة. يمكن استخدام الرسم البياني الشريطي لإظهار المقارنة بين مندوبي المبيعات.
3. الجزء إلى الكل: يتم قياس التقسيمات الفرعية الفئوية كنسبة إلى الكل (أي نسبة مئوية من 100%). يمكن أن يوضح الرسم البياني الدائري أو الرسم البياني الشريطي مقارنة النسب، مثل حصة السوق التي يمثلها المنافسون في السوق.
4. الانحراف: تتم مقارنة التقسيمات الفرعية الفئوية بمرجع، مثل مقارنة النفقات الفعلية مقابل الميزانية لعدة أقسام في شركة لفترة زمنية معينة. يمكن أن يظهر الرسم البياني الشريطي مقارنة بين المبلغ الفعلي والمبلغ المرجعي.
5. توزيع التكرار: يوضح عدد مشاهدات متغير معين لفترة زمنية معينة، مثل عدد السنوات التي يكون فيها عائد سوق الأسهم بين فترات مثل 0-10%، 11-20%، وما إلى ذلك. يمكن استخدام الرسم البياني العمودي ، وهو نوع من المخططات الشريطية، لهذا التحليل. يساعد الرسم البياني الصندوقي على تصور الإحصائيات الرئيسية حول التوزيع، مثل المتوسط، والربعيات، والقيم المتطرفة، وما إلى ذلك.
6. الارتباط: مقارنة بين الملاحظات التي يمثلها متغيرين (X، Y) لتحديد ما إذا كانت تميل إلى التحرك في نفس الاتجاه أو الاتجاه المعاكس. على سبيل المثال، رسم بياني لمعدل البطالة (X) والتضخم (Y) لعينة من الأشهر. يتم عادةً استخدام مخطط التشتت لهذه الرسالة.
7. المقارنة الاسمية: مقارنة التقسيمات التصنيفية دون ترتيب معين، مثل حجم المبيعات حسب رمز المنتج. يمكن استخدام مخطط شريطي للمقارنة.
8. جغرافي أو مكاني: مقارنة متغير عبر خريطة أو تخطيط، مثل معدل البطالة حسب الولاية أو عدد الأشخاص في الطوابق المختلفة من المبنى. الخريطة البيانية هي رسم بياني نموذجي يستخدم.[37][38]

ربما يفكر المحللون، الذين يقومون بمراجعة مجموعة من البيانات فيما إذا كانت بعض أو كل الرسائل وأنواع الرسومات المذكورة أعلاه قابلة للتطبيق على مهمتهم وجمهورهم. إن عملية التجربة والخطأ من أجل تحديد العلاقات والرسائل ذات المعنى في البيانات هي جزء من تحليل البيانات الاستكشافي.

### الإدراك البصري وتصور البيانات
يمكن للإنسان التمييز بسهولة بين الاختلافات في كل من: طول الخط، والشكل، والاتجاه، والمسافة، واللون (الصبغة) دون بذل جهد كبير في المعالجة؛ ويشار إلى هذه باسم " السمات التي تسبق الانتباه ". فعلى سبيل المثال، قد يتطلب الأمر وقتًا وجهدًا كبيرين ("المعالجة اليقظة") لتحديد عدد المرات التي يظهر فيها الرقم "5" في سلسلة من الأرقام؛ ولكن إذا كان هذا الرقم مختلفًا في الحجم، أو الاتجاه، أو اللون، فيمكن ملاحظة حالات الرقم بسرعة، وذلك من خلال ما يسمى بالمعالجة اليقظة المسبقة.
وتستفيد الرسومات الجذابة من المعالجة المسبقة، والسمات والقوة النسبية لهذه السمات. فعلى سبيل المثال، بما أن البشر يستطيعون معالجة الاختلافات في طول الخط بسهولة أكبر من مساحة السطح، فقد يكون من الأكثر فعالية استخدام مخطط شريطي (يستفيد من طول الخط لإظهار المقارنة) بدلاً من استخدام المخططات الدائرية (التي تستخدم مساحة السطح لإظهار المقارنة).

#### الإدراك البشري/الإدراك وتصور البيانات
يتم إنشاء جميع تصورات البيانات تقريبًا للاستخدام البشري. إن معرفة الإدراك والإدراك البشري ضرورية عند تصميم التصورات البديهية. ويشير الإدراك إلى العمليات التي يقوم بها البشر مثل: الإدراك، والانتباه والتعلم، والذاكرة، والفكر، وتكوين المفاهيم، والقراءة، وحل المشكلات. وتعد المعالجة البصرية البشرية فعالة في اكتشاف التغييرات وإجراء المقارنات بين الكميات والأحجام والأشكال والاختلافات في الإضاءة. عندما يتم ربط خصائص البيانات الرمزية بالخصائص المرئية، يمكن للبشر تصفح كميات كبيرة من البيانات بكفاءة. حيث يُقدَّر أن 2/3 من الخلايا العصبية في الدماغ يمكنها المشاركة في المعالجة البصرية. ويوفر التصور السليم نهجًا مختلفًا لإظهار الاتصالات والعلاقات المحتملة وما إلى ذلك، والتي ليست واضحة في البيانات الكمية غير المرئية. ويمكن أن يصبح التصور وسيلة لاستكشاف البيانات.
لقد أظهرت الدراسات أن الأفراد يستخدمون في المتوسط 19% أقل من الموارد المعرفية، كما أنهم أكثر قدرة على تذكر التفاصيل بنسبة 4.5% عند مقارنة تصور البيانات بالنص.

## تاريخ

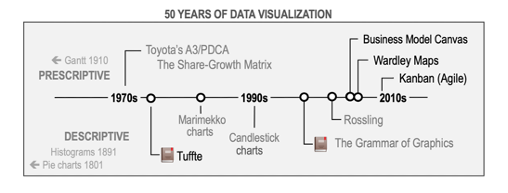
معالم واختراعات مختارة

بدأت الدراسة الحديثة للتصور بالرسومات الحاسوبية، والتي "استُخدمت منذ بدايتها لدراسة المشكلات العلمية. ومع ذلك، وفي بداياتها، كان نقص قوة الرسومات غالبًا ما يحد من فائدتها. وقد بدأ التركيز الحديث على التصور في عام 1987م مع العدد الخاص من رسومات الحاسوب حول التصور في الحوسبة العلمية. ومنذ ذلك الحين، عُقدت العديد من المؤتمرات وورش العمل، برعاية مشتركة من جمعية IEEE للكمبيوتر و ACM SIGGRAPH ". وقد تم تخصيصها للمواضيع العامة المتعلقة بتصور البيانات وتصور المعلومات والتصور العلمي، بالإضافة إلى مجالات أكثر تحديدًا مثل تصور الحجم. في عام 1786م، نشر ويليام بلاي فير أول رسومات تقديمية.

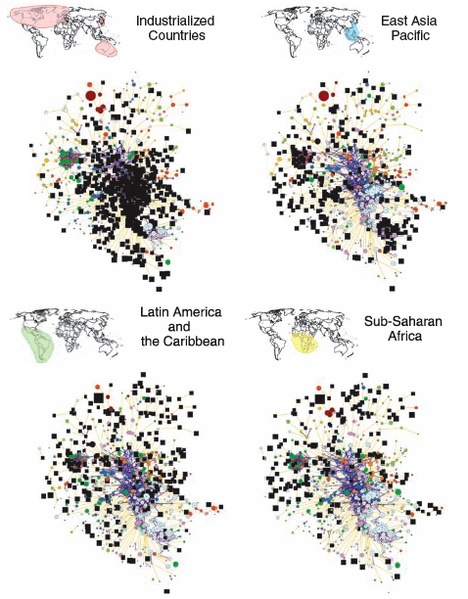
توطين مساحة المنتج ، يهدف إلى إظهار التعقيد الاقتصادي لاقتصاد معين

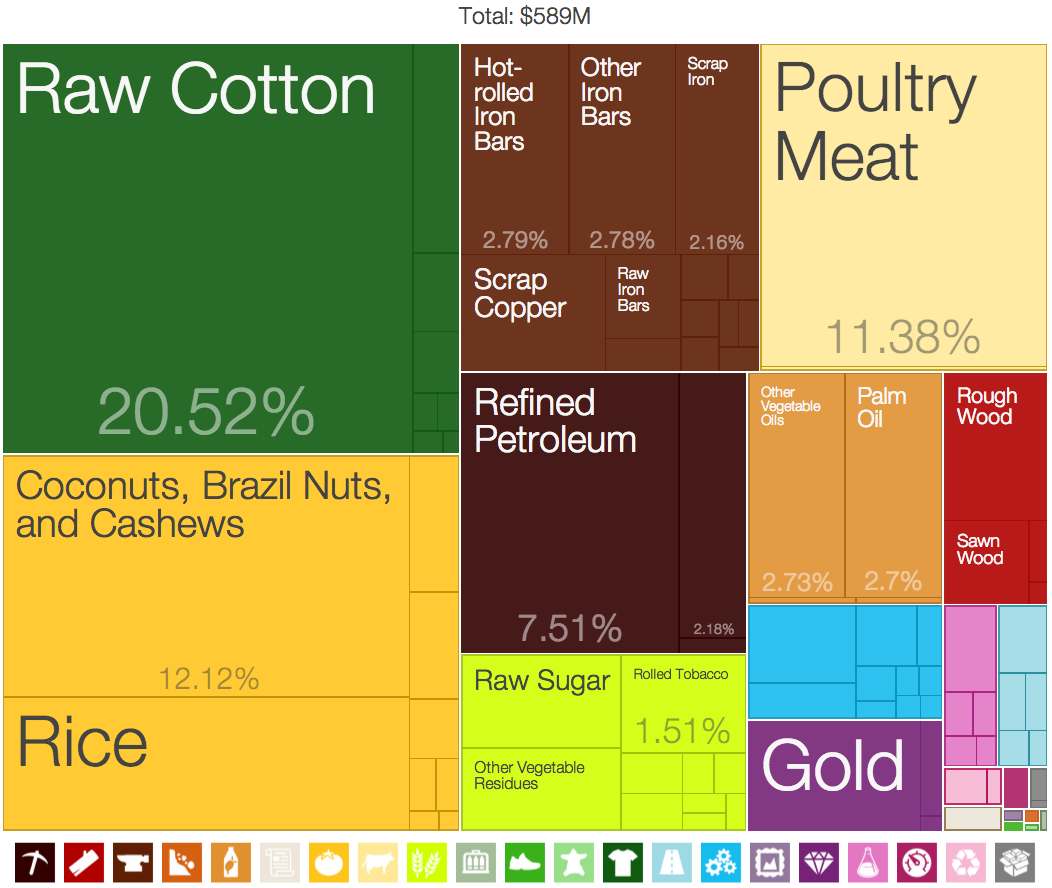
خريطة شجرة صادرات بنين (2009) حسب فئة المنتج. تُعد خرائط الأشجار الخاصة بصادرات المنتجات أحد أحدث تطبيقات هذا النوع من التصورات، والتي طورها مرصد التعقيد الاقتصادي التابع لجامعة هارفارد ومعهد ماساتشوستس للتكنولوجيا.

لا يوجد "تاريخ" شامل لتصور البيانات. كما أنه لا توجد حسابات تغطي التطور الكامل للتفكير البصري والتمثيل البصري للبيانات، وتجمع مساهمات التخصصات المختلفة. يشارك كل من: مايكل فريندلي Michael Friendly، ودانيال جيه دينيس Daniel J Denis من جامعة يورك بكندا في مشروع يحاول تقديم تاريخ شامل للتصور. وعلى العكس من الاعتقاد السائد، فإن التصور البياني للبيانات ليس تطوراً حديثاً. فمنذ عصور ما قبل التاريخ، كانت البيانات النجمية، أو المعلومات مثل موقع النجوم، تُصوَّر على جدران الكهوف (مثل تلك الموجودة في كهف لاسكو في جنوب فرنسا) منذ العصر الحديث الأقرب. يمكن أيضًا اعتبار القطع الأثرية المادية مثل رموز الطين في بلاد ما بين النهرين (5500 قبل الميلاد)، وأوراق الكيبو الإنكا (2600 قبل الميلاد)، ومخططات العصا في جزر مارشال (بدون تاريخ) بمثابة أدوات لتصور المعلومات الكمية.
ويمكن تتبع أول تصور موثق للبيانات، والذي يعود إلى عام 1160 قبل الميلاد باستخدام خريطة بردية تورينو التي توضح بدقة توزيع الموارد الجيولوجية، وتوفر معلومات حول استخراج تلك الموارد. ويمكن تصنيف مثل هذه الخرائط على أنها خرائط موضوعية، وهو نوع من أنواع تصور البيانات الذي يعرض وينقل بيانات ومعلومات محددة من خلال رسم جغرافي مصمم لإظهار موضوع معين مرتبط بمنطقة جغرافية محددة. لقد كانت أقدم أشكال التصور البياني للبيانات عبارة عن خرائط موضوعية مختلفة من ثقافات مختلفة وأيديولوجيات وكتابات هيروغليفية قدمت وسمحت بتفسير المعلومات الموضحة. على سبيل المثال، قدمت ألواح "نظام خطي ب" في موكناي تصورًا للمعلومات المتعلقة بالتجارة في عصر البرونز المتأخر في البحر الأبيض المتوسط. وقد استخدم المساحون المصريون القدماء فكرة الإحداثيات في تخطيط المدن، وتم تحديد المواقع الأرضية والسماوية بواسطة شيء يشبه خطوط الطول والعرض على الأقل بحلول عام 200 قبل الميلاد، وتم إسقاط خريطة للأرض الكروية في خطوط الطول والعرض بواسطة كلوديوس بطليموس [ ق. 85 – ق. 165 ] في الإسكندرية كانت بمثابة معايير مرجعية حتى القرن الرابع عشر.
لقد سمح اختراع الورق والبرشمان (ورق تفيس) بتطوير المزيد من التصورات عبر التاريخ. يوضح الشكل رسمًا بيانيًا من القرن العاشر أو ربما القرن الحادي عشر، يهدف إلى توضيح حركة الكواكب، ويُستخدم في ملحق كتاب مدرسي في مدارس الأديرة. ويبدو أن الرسم البياني كان يهدف إلى تمثيل رسم بياني لميول مدارات الكواكب كدالة للوقت. ولتحقيق مثل هذه الغاية، تم تمثيل منطقة البروج على مستوى بخط أفقي مقسم إلى ثلاثين جزءًا كمحور زمني أو طولي. يشير المحور الرأسي إلى عرض البروج. ويبدو أن المقياس الأفقي قد تم اختياره لكل كوكب على حدة، حيث لا يمكن التوفيق بين الفترات. ويشير النص المصاحب إلى السعات فقط. ولكن يبدو أن المنحنيات لا ترتبط ببعضها البعض في الوقت المناسب.

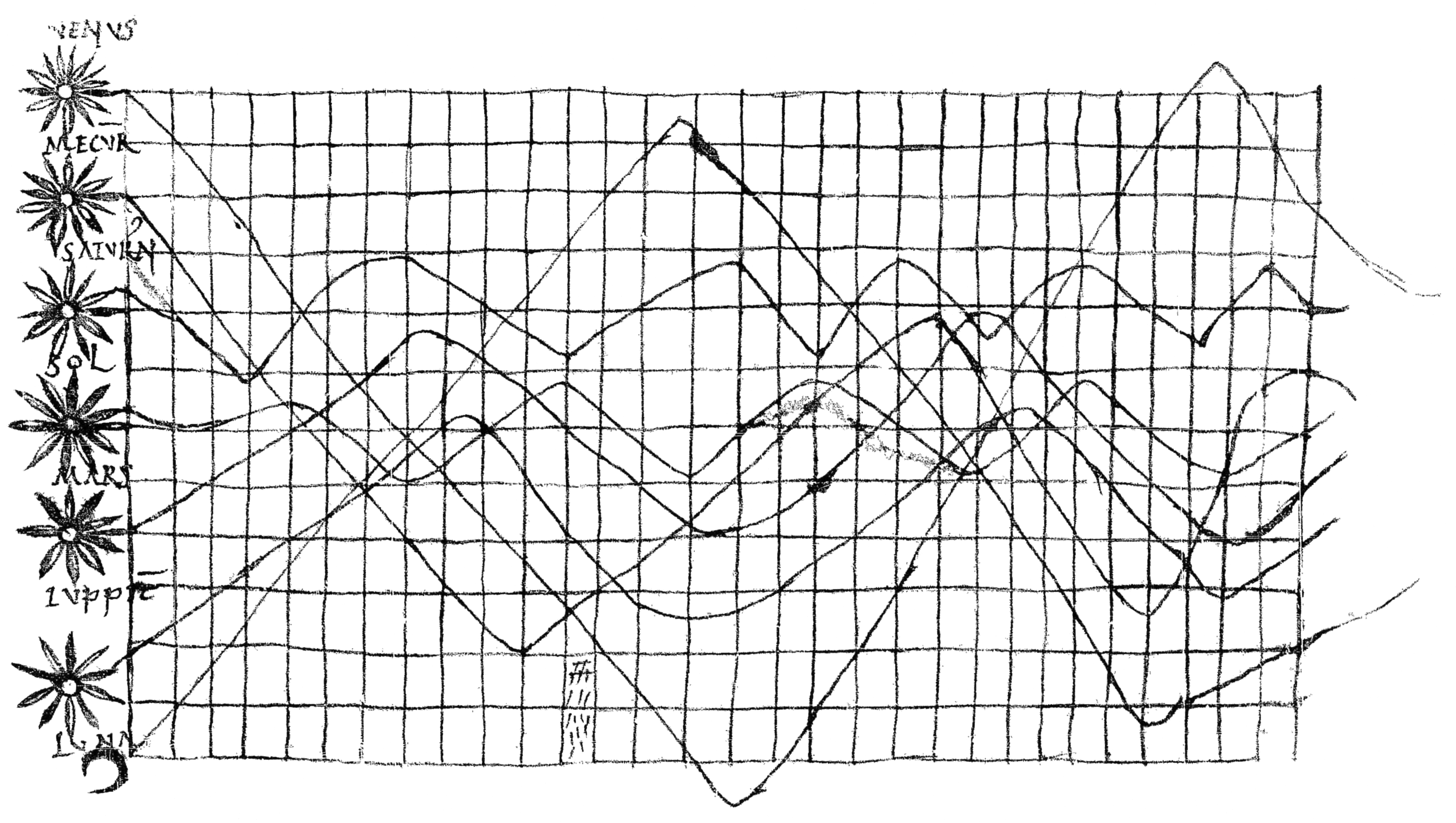
حركات الكواكب

وبحلول القرن السادس عشر، كانت التقنيات والأجهزة اللازمة للمراقبة الدقيقة، وقياس الكميات الفيزيائية، والموقع الجغرافي والسماوي متطورة بشكل جيد (على سبيل المثال، "ربع الحائط" الذي بناه تيخو براهي [1546-1601]م، والذي يغطي جدارًا كاملاً في مرصده). كان من المهم بشكل خاص تطوير التثليث والطرق الأخرى لتحديد مواقع رسم الخرائط بدقة. وفي وقت مبكر جدًا، دفع قياس الوقت العلماء إلى تطوير طريقة مبتكرة لتصور البيانات (على سبيل المثال لورينز كودومان Lorenz Codomann في عام 1596م، ويوهانس تيمبوراريوس Johannes Temporarius في عام 1596م  ).
لقد قام كل من: الفيلسوف والرياضي الفرنسي رينيه ديكارت، والعالم الرياضي وبيير دي فيرما بتطوير الهندسة التحليلية ونظام الإحداثيات ثنائي الأبعاد والذي أثر بشكل كبير على الأساليب العملية لعرض القيم وحسابها. لقد وضع عمل كل من: بييير دي فيرما، وبليز باسكال في الإحصاء ونظرية الاحتمالات الأساس لما نعده الآن بيانات. ووفقًا لمؤسسة تصميم التفاعل، فقد سمحت هذه التطورات وساعدت ويليام بلاي فير، الذي رأى إمكانات الاتصال الرسومي للبيانات الكمية، على إنشاء وتطوير أساليب إحصائية رسومية.

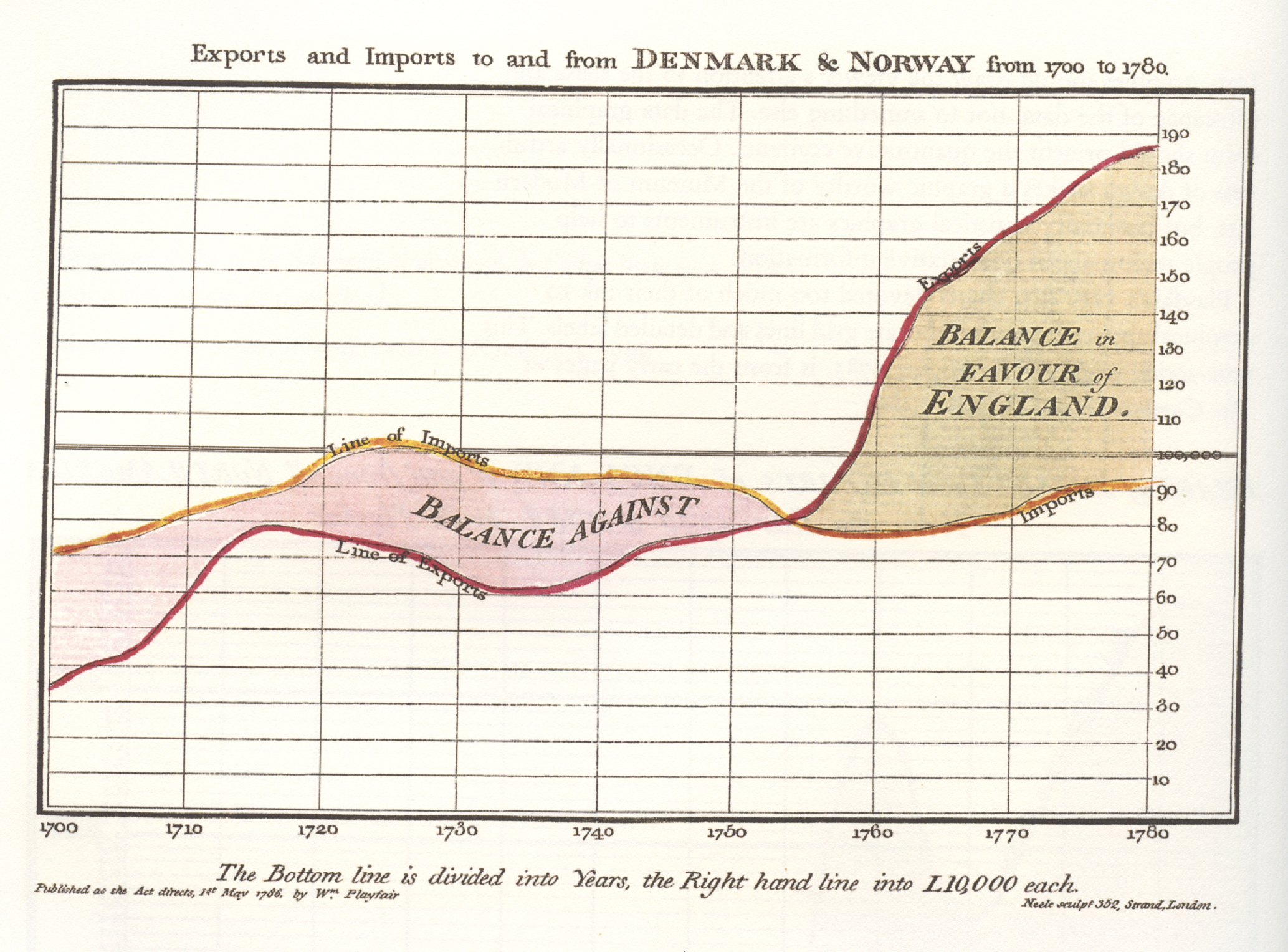
سلسلة بلاي فير الزمنية

وفي النصف الثاني من القرن العشرين، استخدم جاك بيرتن الرسوم البيانية الكمية من اجل تمثيل المعلومات "بشكل حدسي وواضح ودقيق وفعال".
لقد دفع كل من: جون توكي، وإدوارد توفتي حدود تصور البيانات؛ حيث مهد توكي من خلال نهجه الإحصائي الجديد في تحليل البيانات الاستكشافي، وتافتي من خلال كتابه "العرض المرئي للمعلومات الكمية" الطريق لتطوير تقنيات تصور البيانات لأكثر من مجرد الإحصائيين. ومع تقدم التكنولوجيا جاء تطور تصور البيانات؛ بدءًا من التصورات المرسومة يدويًا وتطورًا إلى تطبيقات أكثر تقنية - بما في ذلك التصميمات التفاعلية المؤدية إلى تصور البرامج.
تسمح برامج مثل ساس SAS و سوفت SOFA و آرR و ميني تاب Minitab و كورنرستون Cornerstone، وغيرها بتصور البيانات في مجال الإحصاء. وتساعد تطبيقات تصور البيانات الأخرى، الأكثر تركيزًا وتفرد للأفراد، ولغات البرمجة مثل دي ثري D3 و بايثون Python و جافا سكريبتJavaScript على جعل تصور البيانات الكمية أمرًا ممكنًا. كما طورت المدارس الخاصة برامج لتلبية الطلب على تعلم تصور البيانات ومكتبات البرمجة المرتبطة بها، بما في ذلك البرامج المجانية مثل حاضنة البيانات The Data Incubator أو البرامج المدفوعة مثل الجمعية العامة General Assembly .
وبداية من ندوة "البيانات إلى الاكتشاف" في عام 2013م، أقامت كلية آرت سنتر للتصميم، ومعهد كاليفورنيا للتكنولوجيا، ومختبر الدفع النفاث في باسادينا برنامجًا سنويًا حول التصور التفاعلي للبيانات. ويناقش البرنامج: كيف يمكن لتصور البيانات التفاعلي أن يساعد العلماء والمهندسين على استكشاف بياناتهم بشكل أكثر فعالية؟ كيف يمكن للحوسبة والتصميم والتفكير التصميمي أن تساعد في تعظيم نتائج البحث؟ ما هي المنهجيات الأكثر فعالية للاستفادة من المعرفة من هذه المجالات؟ من خلال ترميز المعلومات العلائقية بخصائص بصرية وتفاعلية مناسبة للمساعدة في الاستجواب، وفي نهاية المطاف اكتساب رؤى جديدة حول البيانات، يطور البرنامج مناهج متعددة التخصصات جديدة لمشاكل العلوم المعقدة، من خلال الجمع بين التفكير التصميمي وأحدث الأساليب من الحوسبة، والتصميم الموجه للمستخدم، وتصميم التفاعل والرسومات ثلاثية الأبعاد.

## مصطلحات
تصور البيانات يتضمن مصطلحات محددة، بعض هذه المصطلحات مشتق من الإحصائيات. فعلى سبيل المثال، يحدد المؤلف ستيفن فيو نوعين من البيانات، والتي يتم استخدامهما معًا لدعم التحليل أو التصور ذي المعنى:
- تصنيفية: تمثل مجموعات من الكائنات ذات خاصية معينة. يمكن أن تكون المتغيرات التصنيفية إما اسمية أو ترتيبية. المتغيرات الاسمية مثل الجنس ليس لها ترتيب فيما بينها وبالتالي فهي اسمية. المتغيرات الترتيبية هي فئات ذات ترتيب معين، لتسجيل العينة للمجموعة العمرية التي ينتمي إليها شخص ما.[56]
- كمية: تمثل القياسات، مثل ارتفاع الشخص أو درجة حرارة البيئة. يمكن أن تكون المتغيرات الكمية متصلة أو منفصلة . تلتقط المتغيرات المستمرة فكرة أنه من الممكن دائمًا إجراء القياسات بدقة أكبر. في حين أن المتغيرات المنفصلة لا تحتوي إلا على عدد محدود من الاحتمالات، مثل إحصاء بعض النتائج أو العمر المقاس بالسنوات الكاملة.[56]

إن عملية التمييز بين المتغيرات الكمية والفئوية مهم؛ لأن النوعين يتطلبان طرقًا مختلفة للتصور.
هناك نوعان أساسيان من شاشات عرض المعلومات: الجداول والرسوم البيانية.
- يحتوي الجدول على بيانات كمية منظمة في صفوف وأعمدة مع تسميات تصنيفية. يتم استخدامه في المقام الأول للبحث عن قيم محددة. في المثال أعلاه، قد يحتوي الجدول على تسميات أعمدة تصنيفية تمثل الاسم ( متغير نوعي ) والعمر ( متغير كمي )، حيث يمثل كل صف من البيانات شخصًا واحدًا ( وحدة التجربة أو التقسيم الفرعي للفئة ).
- يتم استخدام الرسم البياني في المقام الأول لإظهار العلاقات بين البيانات ويصور القيم المشفرة كأشياء مرئية (على سبيل المثال، خطوط أو أشرطة أو نقاط). يتم عرض القيم الرقمية داخل منطقة محددة بمحور واحد أو أكثر. توفر هذه المحاور مقاييس (كمية وفئوية) تُستخدم لتصنيف الكائنات المرئية وتعيين قيم لها. يُشار إلى العديد من الرسوم البيانية أيضًا باسم المخططات البيانية .[57]

قام كل من: إيبلر Eppler، ولينجلر Lengler، بتطوير "الجدول الدوري لطرق التصور"، وهو عبارة عن مخطط تفاعلي يعرض طرقًا مختلفة لتصور البيانات. ويشمل ستة أنواع من أساليب تصور البيانات، والمتمثلة في: البيانات، والمعلومات، والمفهوم، والاستراتيجية، والاستعارة، والمركب. في مقال "تحليل وتصميم التصور"، كتبت تامارا مونزنرTamara Munzner: "توفر أنظمة التصور المعتمدة على الحاسوب تمثيلات بصرية لمجموعات البيانات المصممة لمساعدة الأفراد على أداء المهام بكفاءة أكبر". وترى مونزنر أن التصور "مناسب عند الحاجة إلى تعزيز القدرات البشرية بدلاً من استبدال الأفراد بأساليب اتخاذ القرارات الحاسوبية".

## التقنيات
|  | الاسم                                                               | الأبعاد البصرية | الوصف / أمثلة على الاستخدامات |
|  | ------------------------------------------------------------------- | --- | --- |
|  | مخطط شريطي                                                          | - الطول/العدد - الفئة - اللون | - يعرض بيانات تصنيفية بأشرطة مستطيلة ، تتناسب ارتفاعاتها وأطوالها مع القيم التي تمثلها. يمكن رسم الأشرطة عموديًا أو أفقيًا. - يُظهر الرسم البياني الشريطي مقارنات بين فئات مُنفصلة . يُظهر أحد محاور الرسم البياني الفئات المُحددة التي تتم مُقارنتها، بينما يُمثل المحور الآخر قيمة مُقاسة. - بعض الرسوم البيانية الشريطية تعرض أشرطة مجمعة في مجموعات تضم أكثر من متغير واحد، موضحةً قيم أكثر من متغير مُقاس. يمكن التمييز بين هذه المجموعات المجمعة باستخدام اللون. - على سبيل المثال؛ مقارنة القيم، مثل أداء المبيعات لعدة أشخاص أو شركات في فترة زمنية واحدة. |
|  | مخطط شريطي بعرض متغير                                               | - الفئة (الحجم/العدد/المدى في البعد الأول) - الحجم/العدد/المدى في البعد الثاني - الحجم/العدد/المدى كمساحة للشريط - لون | - يتضمن معظم ميزات الرسم البياني الشريطي الأساسي، أعلاه - تمثل مساحات الأشرطة ذات العرض غير المنتظم الكميات التي تحتوي على مساحات A والتي هي عبارة عن حاصل ضرب أزواج ذات صلة من · كميات المحور الرأسي ( A/X ) و · كميات المحور الأفقي ( X ). - حسابيا: (A/X)*X=A لكل شريط - الحالات: مخططات الفسيفساء (المعروفة أيضًا باسم مخططات ماريميكو أو ميكو) |
|  |                                                                     | | |
|  | مخطط شريطي متعامد (مركب متعامد)                                     | - القيمة العددية للمتغير الأول (المدى في البعد الأول؛ الأشرطة الأفقية المتراكبة) - القيمة العددية للمتغير الثاني (المدى في البعد الثاني؛ مثل الرسم البياني الشريطي الرأسي التقليدي) - فئة للمتغيرات الأولى والثانية (على سبيل المثال، مرمزة بالألوان) | - يتضمن معظم ميزات الرسم البياني الشريطي الأساسي، أعلاه - أزواج من المتغيرات الرقمية، عادةً ما تكون مُرمَّزة بالألوان، ومُقدَّمة حسب الفئة - لا يلزم أن تكون المتغيرات مرتبطة بشكل مباشر بالطريقة التي ترتبط بها في المخططات "المتنوعة" |
|  | مدرج تكراري                                                         | - حدود الوضع - العدد/الطول - اللون | - تمثيل تقريبي لتوزيع البيانات الرقمية. قسّم نطاق القيم بأكمله إلى سلسلة من الفواصل، ثم احسب عدد القيم التي تقع في كل فاصل. يُسمى هذا التجميع . عادةً ما تُحدد الفواصل كفواصل متتالية غير متداخلة لمتغير. يجب أن تكون الفواصل متجاورة، وغالبًا ما تكون متساوية الحجم (ولكن ليس شرطًا لذلك). - على سبيل المثال، تحديد تكرار العائدات السنوية لسوق الأوراق المالية ضمن نطاقات (صناديق) معينة مثل 0-10%، 11-20%، وما إلى ذلك. يمثل ارتفاع الشريط عدد الملاحظات (السنوات) مع نسبة العائد في النطاق الذي يمثله الصندوق المعني. |
|  | مخطط التشتت (مخطط النقاط)                                           | - الموضع x - الموضع y - الرمز/الصورة - اللون - المقاس | - يستخدم إحداثيات ديكارت لعرض القيم لمتغيرين عادةً لمجموعة من البيانات. - يمكن ترميز النقاط حسب اللون أو الشكل و/أو الحجم لعرض المتغيرات الإضافية. - تحتوي كل نقطة على الرسم البياني على مصطلح x وy مرتبط بها يحدد موقعها على المستوى الديكارتي. - غالبًا ما يتم استخدام مخططات التشتت لتسليط الضوء على الارتباط بين المتغيرات (x و y). - وتسمى أيضًا "مخططات النقاط" |
|  | مخطط التشتت (ثلاثي الأبعاد)                                         | - الموضع x - الموضع y - الموضع z - اللون - الرمز - المقاس | - على غرار الرسم البياني التشتت ثنائي الأبعاد أعلاه، يصور الرسم البياني التشتت ثلاثي الأبعاد العلاقة بين ثلاثة متغيرات عادةً من مجموعة من البيانات. - مرة أخرى، يمكن ترميز النقطة من خلال اللون والشكل و/أو الحجم لعرض المتغيرات الإضافية |
|  | مخطط شبكة                                                           | - حجم العقدة - لون العقدة - سمك الروابط - لون الروابط - التوطين المكاني | - العثور على مجموعات في الشبكة (على سبيل المثال تجميع أصدقاء الفيسبوك في مجموعات مختلفة). - اكتشاف الجسور (وسطاء المعلومات أو حدود الحدود) بين المجموعات في الشبكة - تحديد العقد الأكثر تأثيرًا في الشبكة (على سبيل المثال، تريد إحدى الشركات استهداف مجموعة صغيرة من الأشخاص على تويتر لحملة تسويقية). - العثور على الجهات الفاعلة الشاذة التي لا تتناسب مع أي مجموعة أو التي تقع على هامش الشبكة. |
|  | مخطط دائري                                                          | - اللون | - يمثل متغيرًا فئويًا واحدًا مُقسّمًا إلى شرائح لتوضيح التناسب العددي. في المخطط الدائري، يتناسب طول قوس كل شريحة (وبالتالي زاويتها المركزية ومساحتها ) مع الكمية التي تمثلها . - على سبيل المثال، كما هو موضح في الرسم البياني على اليمين، فإن نسبة المتحدثين الأصليين للغة الإنجليزية في جميع أنحاء العالم |
|  | مخطط خطي                                                            | - موضع x - موضع y - الرمز/الصورة - اللون - المقاس | - يمثل المعلومات كسلسلة من نقاط البيانات تسمى "العلامات" المتصلة بأجزاء خطوط مستقيمة. - مشابه لمخطط التشتت إلا أن نقاط القياس مرتبة (عادةً حسب قيمتها على المحور السيني) ومتصلة بأجزاء خط مستقيم. - تُستخدم غالبًا لتوضيح اتجاه البيانات على مدى فترات زمنية - سلسلة زمنية - وبالتالي يتم رسم الخط غالبًا بشكل زمني. |
|  | المخططات شبه اللوغاريتمية أو اللوغاريتمية-اللوغاريتمية (غير الخطية) | - موضع x - موضع y - الرمز/الصورة - اللون - الاتصال | - يمثل البيانات كخطوط أو سلسلة من النقاط تمتد على نطاقات كبيرة على محور واحد أو كلا المحورين - يتم تمثيل أحد المحورين أو كلاهما باستخدام مقياس لوغاريتمي غير خطي |
|  | مخطط التدفق (نوع من مخطط المساحة )                                  | - العرض - اللون - الوقت (التدفق) | - نوع من مخططات المناطق المكدسة التي يتم إزاحتها حول محور مركزي ، مما يؤدي إلى شكل متدفق. - على عكس مخطط المنطقة المكدسة التقليدي الذي تكون فيه الطبقات مكدسة فوق محور، يتم وضع الطبقات في الرسم البياني التدفقي لتقليل "اهتزازها". - تعرض المخططات البيانية التدفقية البيانات بقيم موجبة فقط، ولا يمكنها تمثيل القيم السلبية والإيجابية في نفس الوقت. - مثال: يعرض الشكل المرئي الموسيقى التي يستمع إليها المستخدم بمرور الوقت |
|  | خريطة الشجرة                                                        | - المقاس - اللون | - هي طريقة لعرض البيانات الهرمية باستخدام الأشكال المتداخلة ، وعادةً ما تكون مستطيلات. - على سبيل المثال، مساحة القرص حسب الموقع/نوع الملف |
|  | مخطط غانت                                                           | - اللون - وقت (التدفق) | - نوع من المخططات الشريطية التي توضح جدول المشروع - تُظهر مخططات جانت الحديثة أيضًا علاقات التبعية بين الأنشطة وحالة الجدول الحالية. - على سبيل المثال، يتم استخدامها في تخطيط المشاريع |
|  | خريطة حرارية                                                        | - اللون - المتغير التصنيفي | - يمثل حجم الظاهرة على شكل لون في بعدين. - هناك فئتان من الخرائط الحرارية: - خريطة حرارية عنقودية: حيث تُرتَّب القيم في مصفوفة ذات حجم خلية ثابت، حيث تُمثِّل صفوفها وأعمدتها بيانات تصنيفية. على سبيل المثال، الرسم البياني على اليمين. - خريطة حرارية مكانية: حيث لا توجد مصفوفة ذات حجم خلية ثابت، على سبيل المثال، خريطة حرارية. على سبيل المثال، خريطة حرارية تُظهر الكثافات السكانية المعروضة على خريطة جغرافية. |
|  | مخطط جرافيكي                                                        | - الموضع x - اللون | - تمثل سلسلة الخطوط الملونة صورة واضحة لاتجاه سلسلة البيانات. - يصور متغيرًا واحدًا - نموذجيًا درجة الحرارة بمرور الوقت لتصوير ظاهرة الاحتباس الحراري العالمي - عمدًا إلى اتباع أسلوب بسيط - دون أي مؤشرات تقنية - للتواصل بشكل حدسي مع غير العلماء - يمكن "تكديسها" لتمثيل سلسلة متعددة ( مثال ) |
|  | رسوم متحركة حلزونية                                                 | - المسافة الشعاعية (متغير تابع) - زاوية الدوران (التنقل عبر الأشهر) - اللون (مرور السنوات) | - يصور متغيرًا تابعًا واحدًا - نموذجيًا درجة الحرارة بمرور الوقت لتصوير ظاهرة الاحتباس الحراري العالمي - يتم رسم المتغير التابع بشكل تدريجي على طول "دوامة" مستمرة يتم تحديدها كدالة لـ (أ) زاوية الدوران المستمرة (اثني عشر شهرًا لكل دورة) و (ب) اللون المتطور (تغيرات اللون على مر السنين) |
|  | مخطط صندوق (إحصاء وصفي)                                             | - المحور x - المحور y | - طريقة لتصوير مجموعات البيانات الرقمية بيانياً من خلال أرباعها . - قد تحتوي المخططات الصندوقية أيضًا على خطوط ممتدة من الصناديق ( الشوارب ) تشير إلى التباين خارج الربعين العلوي والسفلي. - يمكن رسم القيم المتطرفة كنقط فردية. - يمثل المربعان المرسومان فوق بعضهما البعض نسبة 50% الوسطى من البيانات، حيث يحدد الخط الفاصل بين المربعين القيمة المتوسطة للبيانات، وتمثل الحواف العلوية والسفلية للمربعين نقاط البيانات المئوية 75 و25 على التوالي. - المخططات الصندوقية غير معيارية : فهي تُظهر التباين في عينات من مجتمع إحصائي دون افتراض التوزيع الإحصائي الأساسي ، وبالتالي فهي مفيدة لفهم أولي لمجموعة بيانات. على سبيل المثال، مقارنة توزيع الأعمار بين مجموعة من الأشخاص (مثل الذكور والإناث). |
|  | مخطط انسيابي                                                        | - سير العمل أو العملية | - يمثل سير العمل أو العملية أو النهج خطوة بخطوة لحل مهمة. - يوضح المخطط الانسيابي الخطوات على شكل مربعات من أنواع مختلفة، وترتيبها عن طريق ربط المربعات بالسهام. - على سبيل المثال، تحديد الإجراءات التي يجب اتخاذها إذا كان المصباح لا يعمل، كما هو موضح في الرسم التخطيطي الموجود على اليمين. |
|  | مخطط الرادار                                                        | - صفات - القيمة المخصصة للسمات | - يعرض بيانات متعددة المتغيرات في شكل مخطط ثنائي الأبعاد لثلاثة أو أكثر من المتغيرات الكمية الممثلة على محاور تبدأ من نفس النقطة. - إن الموضع النسبي وزاوية المحاور عادة ما يكون غير مفيد، ولكن يمكن تطبيق العديد من الأساليب الإحصائية، مثل الخوارزميات التي ترسم البيانات على أنها المساحة الإجمالية القصوى، لفرز المتغيرات (المحاور) إلى مواضع نسبية تكشف عن ارتباطات مميزة، ومقايضات، ومجموعة كبيرة من المقاييس المقارنة الأخرى. - على سبيل المثال، مقارنة السمات/المهارات (مثل مهارات الاتصال والتحليل وتكنولوجيا المعلومات) التي تم تعلمها عبر درجات جامعية مختلفة (مثل الرياضيات والاقتصاد وعلم النفس)                                                                                         |
|  | مخطط فن                                                             | - كل العلاقات المنطقية الممكنة بين مجموعة محدودة من المجموعات المختلفة | - يُظهر جميع العلاقات المنطقية الممكنة بين مجموعة محدودة من المجموعات المختلفة . - تصور هذه المخططات العناصر كنقط في المستوى، والمجموعات كمناطق داخل المنحنيات المغلقة. - يتكون مخطط فين من عدة منحنيات مغلقة متداخلة، وعادة ما تكون دوائر، يمثل كل منها مجموعة. - النقاط داخل المنحنى المسمى S تمثل عناصر المجموعة S ، بينما النقاط خارج الحدود تمثل عناصر غير موجودة في المجموعة S. هذا يُسهّل التصورات البديهية؛ على سبيل المثال، مجموعة جميع العناصر التي تُعتبر أعضاءً في المجموعتين S و T ، والتي يُرمز لها بـ S ∩ T وتُقرأ "تقاطع S و T "، تُمثل بصريًا بمساحة تداخل المنطقتين S و T. في مخططات فين، تتداخل المنحنيات بكل الطرق الممكنة، مما يُظهر جميع العلاقات الممكنة بين المجموعتين.                 |
|  | أيقونات الارتباطات                                                  | - لايوجد محور - خط متصل - خط منقط - اللون | - تحليل البيانات الاستكشافية. - استبدل مصفوفة الارتباط برسم تخطيطي حيث يتم تمثيل الارتباطات "الملحوظة" بخط متصل (ارتباط إيجابي)، أو خط منقط (ارتباط سلبي). - يمكن ترميز النقاط عن طريق اللون. |

### تقنيات أخرى
- رسم خرائطي
- مخطط التفرع (التطور)
- خريطة المفاهيم
- مخطط الشجرة (التصنيف)
- نموذج مرجعي لتصور المعلومات
- جولة كبرى
- رسم بياني
- شجرة زائدية
- القياس متعدد الأبعاد
- الإحداثيات المتوازية
- بيئة حل المشكلات

## التفاعلية
يتيح التصور التفاعلي للبيانات إمكانية اتخاذ إجراءات مباشرة على مخطط بياني، من أجل تغيير العناصر والربط بين مخططات متعددة.
كان التصور التفاعلي للبيانات هدفًا للإحصائيين منذ أواخر الستينيات. يمكن العثور على أمثلة للتطورات في مكتبة إقراض الفيديو التابعة للرابطة الأمريكية للإحصاء.
وتشمل التفاعلات الشائعة ما يلي:
- الفرشاة: تعمل عن طريق استخدام الماوس للتحكم في فرشاة الرسم، وتغيير اللون أو الصورة الرمزية لعناصر الرسم البياني بشكل مباشر. أحيانًا تكون فرشاة الرسم بمثابة مؤشر وأحيانًا أخرى تعمل عن طريق رسم مخطط تفصيلي حول النقاط؛ وأحيانًا يكون المخطط التفصيلي على شكل غير منتظم، مثل الحبل. تُستخدم عملية التنظيف بالفرشاة عادةً عندما تكون هناك قطع متعددة مرئية وتوجد آلية ربط بين القطع. هناك العديد من النماذج المفاهيمية المختلفة للتنظيف وعدد من آليات الربط المشتركة. يمكن أن تكون عملية تنظيف مخططات التشتت عملية مؤقتة حيث تحتفظ النقاط الموجودة في المخطط النشط فقط بخصائصها الجديدة. وفي الوقت نفسه، يتم إغلاقها أو تقاطعها بواسطة الفرشاة، أو يمكن أن تكون عملية مستمرة، بحيث تحتفظ النقاط بمظهرها الجديد بعد إبعاد الفرشاة. يتم عادةً اختيار الفرشاة المؤقتة للفرشاة المرتبطة، كما وصفناها للتو.
- الرسم: تعتبر الفرشاة المستمرة مفيدة عندما نريد تجميع النقاط في مجموعات ثم ننتقل إلى استخدام عمليات أخرى، مثل الجولة، لمقارنة المجموعات. لقد أصبح من الشائع أن نطلق على عملية الرسم المستمرة اسم "الرسم على الجدران".
- التعريف: والذي يمكن أن يسمى أيضًا وضع العلامات أو تنظيف العلامات، هو عملية أخرى للتلاعب بالرسم البياني والتي يمكن ربطها. يؤدي تقريب المؤشر من نقطة أو حافة في مخطط التشتت، أو شريط في مخطط شريطي، إلى ظهور تسمية تحدد عنصر الرسم البياني. إنه متاح على نطاق واسع في العديد من الرسومات التفاعلية، ويسمى أحيانًا بالتمرير بالماوس.
- التدرج: تعيين البيانات على النافذة وإجراء تغييرات في المنطقة. تساعدنا وظيفة رسم الخرائط على تعلم أشياء مختلفة من نفس الرسم البياني. يتم استخدام التدرج عادةً لتكبير المناطق المزدحمة في الرسم البياني التشتتي، ويمكن استخدامه أيضًا لتغيير نسبة العرض إلى الارتفاع للرسم البياني، للكشف عن ميزات مختلفة للبيانات.
- الربط: يربط العناصر المحددة في رسم بياني واحد مع عناصر في رسم بياني آخر. أبسط أنواع الربط هو الربط من واحد إلى واحد، حيث يظهر كلا المخططين إسقاطات مختلفة لنفس البيانات، وتتوافق نقطة في أحد المخططين مع نقطة واحدة بالضبط في المخطط الآخر. عند استخدام مخططات المساحة، فإن تنظيف أي جزء من المنطقة له نفس تأثير تنظيفها بالكامل ويعادل تحديد جميع الحالات في الفئة المقابلة. حتى عندما تمثل بعض عناصر الرسم البياني أكثر من حالة واحدة، فإن قاعدة الربط الأساسية لا تزال تربط حالة واحدة في رسم بياني واحد بنفس الحالة في مخططات أخرى. يمكن أيضًا أن يتم الربط عن طريق متغير فئوي، مثل معرف الموضوع، بحيث يتم تسليط الضوء على جميع قيم البيانات المقابلة لهذا الموضوع، في جميع المخططات المرئية.

## وجهات نظر أخرى
هناك طرق مختلفة فيما يتعلق بنطاق تصور البيانات. ومن بين التركيزات الشائعة ما يتعلق بعرض المعلومات، كما في فريدمانFriedman (2008م). ويفترض فريندلي (2008م) وجود جزأين رئيسيين لتصور البيانات: الرسومات الإحصائية ، والرسم الخرائطي الموضوعي. و تقدم مقالة "التصور البياني للبيانات: المناهج الحديثة" (2007م) نظرة عامة على سبعة موضوعات للتصور البياني للبيانات، والمتمثلة في:
- المقالات والمصادر
- عرض الاتصالات
- عرض البيانات
- عرض الأخبار
- عرض مواقع الويب
- الخرائط الذهنية
- الأدوات والخدمات

وترتبط كل هذه المواضيع ارتباطًا وثيقًا بتصميم الرسوميات، وتمثيل المعلومات.
ومن ناحية أخرى، ومن منظور علوم الكمبيوتر، قام فريتس إتش بوست Frits H. Post في عام 2002م بتصنيف المجال إلى مجالات فرعية، متمثلة في:
- تصور المعلومات
- تقنيات التفاعل والهندسة المعمارية
- تقنيات النمذجة
- طرق متعددة الدقة
- خوارزميات وتقنيات التصور
- تصور الحجم

في مجلة هارفارد للأعمال، طُورسكوت بيريناتو Scott Berinato إطار عمل للتعامل مع تصور البيانات. للبدء في التفكير بصريًا، يجب على المستخدمين التفكير في سؤالين؛ (1) ماذا تمكلك او ما لديك؟ و(2) ما الذي يمكن أن تفعله؟. الخطوة الأولى هي تحديد البيانات التي تريد تصورها. إنها تعتمد على البيانات مثل الأرباح على مدى السنوات العشر الماضية أو فكرة مفاهيمية مثل كيفية هيكلة منظمة معينة. بمجرد الإجابة على هذا السؤال، يمكن للمرء بعد ذلك التركيز على ما إذا كان يحاول توصيل المعلومات (التصور التصريحي) أو يحاول معرفة شيء ما (التصور الاستكشافي). ويقوم سكوت بيريناتو بدمج مثل هذه التساؤلات لتقديم أربعة أنواع من الاتصال المرئي ولكل منها أهدافها الخاصة.
وتتمثل هذه الأنواع الأربعة من الاتصال البصري فيما يلي:
- توضيح الفكرة (المفاهيمية والتصريحية).[67]
  - تُستخدم للتدريس والشرح و/أو تبسيط المفاهيم. على سبيل المثال، المخططات التنظيمية وأشجار القرار.
- توليد الأفكار (المفاهيمية والاستكشافية).[66]
  - يتم استخدامه لاكتشاف المشكلات والابتكار فيها وحلها. على سبيل المثال، السبورة البيضاء بعد جلسة العصف الذهني.
- الاكتشاف البصري (المستند إلى البيانات والاستكشاف).[66]
  - يتم استخدامه لتحديد الاتجاهات وفهم البيانات. يعد هذا النوع من المرئيات أكثر شيوعًا مع البيانات الكبيرة والمعقدة حيث تكون مجموعة البيانات غير معروفة إلى حد ما والمهمة مفتوحة.
- التصور اليومي للبيانات (المستند إلى البيانات والتصريحي).[66]
  - النوع الأكثر شيوعًا وبساطة من التصور المستخدم لتأكيد السياق وتحديده. على سبيل المثال، رسم بياني خطي للناتج المحلي الإجمالي على مدى فترة من الزمن.

## التطبيقات
يتم تطبيق رؤى تصور البيانات والمعلومات في مجالات من قبيل:
- البحث العلمي
- المكتبات الرقمية
- استخراج البيانات
- رسومات المعلومات
- تحليل البيانات المالية
- الرعاية الصحية [68]
- دراسات السوق
- مراقبة إنتاج التصنيع
- خريطة الجريمة
- الحوكمة الإلكترونية ونمذجة السياسات
- العلوم الإنسانية الرقمية
- فن البيانات

## المنظمات
ومن بين المختبرات الأكاديمية والصناعية البارزة في هذا المجال:
- أبحاث أدوبي
- أبحاث آي بي إم
- بحث جوجل
- أبحاث مايكروسوفت
- برنامج بانوبتيكون
- معهد الحوسبة العلمية والتصوير
- برنامج Tableau
- مختبر التفاعل بين الإنسان والحاسوب بجامعة ماريلاند

ومن بين المؤتمرات في هذا المجال (مرتبة حسب الأهمية في أبحاث تصور البيانات)،  يمكن أن نذكر:
- IEEE Visualization: مؤتمر دولي سنوي حول التصور العلمي وتصور المعلومات والتحليلات المرئية. يعقد المؤتمر في شهر أكتوبر.
- ACM SIGGRAPH : مؤتمر دولي سنوي حول الرسوميات الحاسوبية، تنظمه مجموعة الاهتمامات الخاصة بالرسومات الحاسوبية والتقنيات التفاعلية. تختلف تواريخ المؤتمرات.
- مؤتمر العوامل البشرية في أنظمة الحوسبة (CHI): مؤتمر دولي سنوي حول التفاعل بين الإنسان والحاسوب، تستضيفه مجموعة الاهتمامات الخاصة بالتفاعل بين الإنسان والحاسوب. يعقد المؤتمر عادة في شهر أبريل أو مايو.
- يوروجرافيكس: مؤتمر سنوي للرسومات الحاسوبية على مستوى أوروبا، تنظمه الجمعية الأوروبية للرسومات الحاسوبية. يعقد المؤتمر عادة في شهر أبريل أو مايو.

لمزيد من الأمثلة، انظر: الفئة:منظمات الرسوميات الحاسوبية

## هندسة عرض البيانات

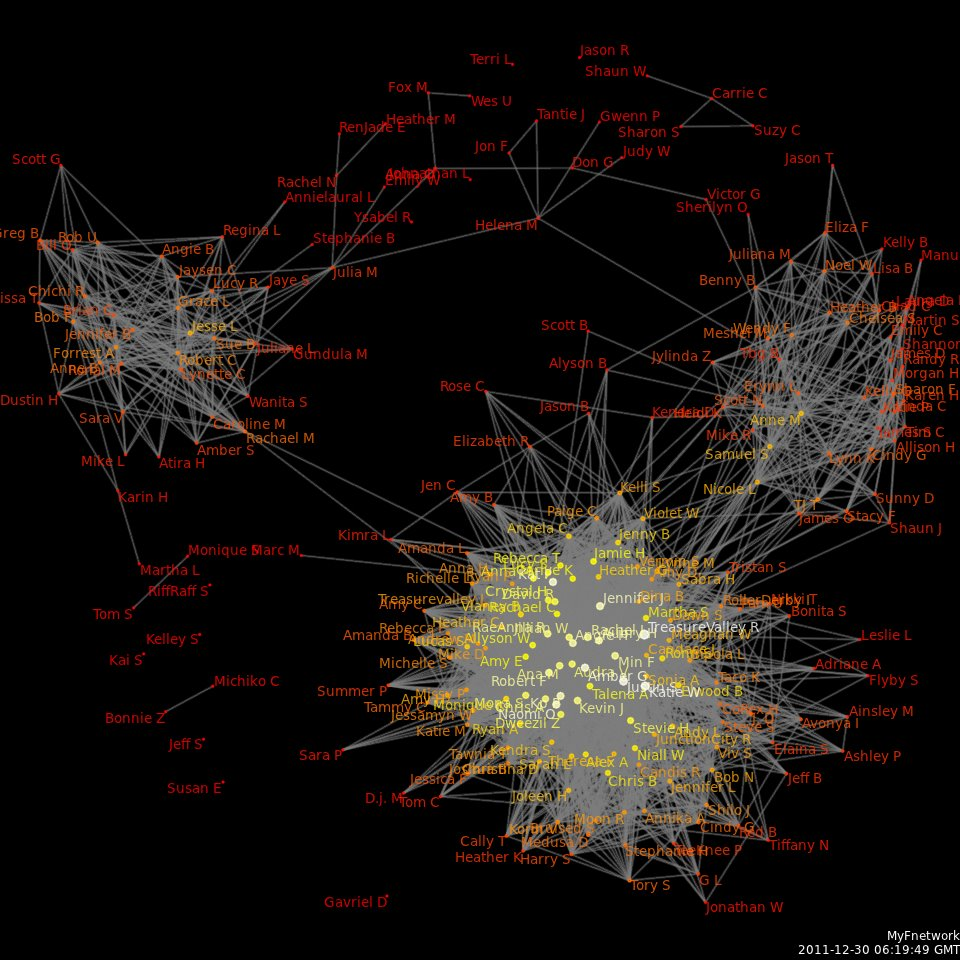
تصور البيانات من وسائل التواصل الاجتماعي

هندسة عرض البيانات (DPA)، هي مجموعة من المهارات التي تسعى إلى تحديد البيانات وتحديد موقعها ومعالجتها وتنسيقها وتقديمها بطريقة تضمن توصيل المعنى والمعرفة المناسبة بشكل مثالي.
تاريخيًا، يُنسب مصطلح هندسة عرض البيانات إلى كيلي لاوت Kelly Lautt: "هندسة عرض البيانات (DPA) هي مجموعة مهارات نادرة الاستخدام، وهي أساسية لنجاح وقيمة ذكاء الأعمال. تجمع هندسة عرض البيانات بين علم الأرقام والبيانات والإحصاءات في اكتشاف معلومات قيّمة من البيانات وجعلها قابلة للاستخدام وذات صلة وقابلة للتنفيذ، مع فنون تصور البيانات والاتصالات وعلم النفس التنظيمي وإدارة التغيير، وذلك لتوفير حلول ذكاء الأعمال مع نطاق البيانات وتوقيت التسليم والتنسيق والتصورات التي تدعم السلوك التشغيلي والتكتيكي والاستراتيجي وتدفعه نحو تحقيق أهداف العمل (أو المنظمة) المفهومة. هندسة عرض البيانات ليست مهارة في تكنولوجيا المعلومات أو الأعمال، بل هي مجال خبرة منفصل. غالبًا ما يتم الخلط بينها وبين تصور البيانات، وهي مجموعة مهارات أوسع نطاقًا تتضمن تحديد البيانات التي يجب عرضها في أي جدول زمني وبأي تنسيق دقيق، وليس فقط أفضل طريقة لعرض البيانات التي تم اختيارها مسبقًا. ولذلك يمكن القول: أن مهارات تصور البيانات هي أحد عناصر هندسة عرض البيانات."

### الأهداف
لدى هندسة عرض البيانات DPA هدفان رئيسيان، هما:
- استخدام البيانات لتوفير المعرفة بأكبر قدر ممكن من الكفاءة (تقليل الضوضاء والتعقيد والبيانات أو التفاصيل غير الضرورية نظرًا لاحتياجات كل جمهور وأدواره)
- استخدام البيانات لتوفير المعرفة بأكثر الطرق فعالية ممكنة (توفير بيانات ذات صلة وفي الوقت المناسب وكاملة لكل عضو في الجمهور بطريقة واضحة ومفهومة تنقل معنى مهمًا وقابلة للتنفيذ ويمكن أن تؤثر على الفهم والسلوك والقرارات)

### النِطَاق والمدى
مع وضع الأهداف المذكورة أعلاه في الاعتبار، يتكون العمل الفعلي لهندسة عرض البيانات من التالي:
- إنشاء آليات توصيل فعالة لكل فرد من الجمهور اعتمادًا على دوره ومهامه وموقعه وقدرته على الوصول إلى التكنولوجيا
- تحديد المعنى المهم (المعرفة ذات الصلة) التي يحتاجها كل فرد من الجمهور في كل سياق
- تحديد الدورية المطلوبة لتحديثات البيانات (عملة البيانات)
- تحديد التوقيت المناسب لعرض البيانات (متى وكم مرة يحتاج المستخدم إلى رؤية البيانات)
- العثور على البيانات الصحيحة (مجال الموضوع، النطاق التاريخي، النطاق، مستوى التفاصيل، وما إلى ذلك)
- استخدام التحليل المناسب والتجميع والتصور وتنسيقات العرض الأخرى

### المجالات ذات الصلة
يتشارك عمل DPA في بعض السمات المشتركة مع العديد من المجالات الأخرى، بما في ذلك ما يلي:
- تحليل الأعمال في تحديد أهداف العمل، وجمع المتطلبات، ورسم الخرائط للعمليات.
- تحسين عملية الأعمال حيث أن هدفها هو تحسين وتبسيط الإجراءات والقرارات لتعزيز أهداف العمل
- التصور البياني للبيانات هو استخدام نظريات التصور الراسخة لإضافة أو تسليط الضوء على المعنى أو الأهمية في عرض البيانات.
- تستكشف العلوم الإنسانية الرقمية طرقًا أكثر دقة لتصور البيانات المعقدة.
- هندسة المعلومات، ولكن التركيز في هندسة المعلومات ينصب على البيانات غير المنظمة وبالتالي يستبعد التحليل (بالمعنى الإحصائي/البيانات) والتحويل المباشر للمحتوى الفعلي (البيانات، بالنسبة لـ DPA) إلى كيانات ومجموعات جديدة.
- تصميم التفاعل بين الإنسان والحاسب الآلي، حيث إن العديد من المبادئ في كيفية تصميم التصور التفاعلي للبيانات تم تطويرها عبر التخصصات باستخدام التفاعل بين الإنسان والحاسب الآلي.
- الصحافة المرئية والصحافة المعتمدة على البيانات أو صحافة البيانات: تهتم الصحافة المرئية بجميع أنواع التيسير الرسومي لسرد القصص الإخبارية، ولا يتم بالضرورة سرد الصحافة المعتمدة على البيانات والصحافة البيانات من خلال التصور البياني للبيانات. ومع ذلك، فإن مجال الصحافة يحتل الصدارة في تطوير تصورات البيانات الجديدة للتواصل مع البيانات.
- تصميم الرسوميات، نقل المعلومات من خلال الأسلوب والطباعة والموقع وغيرها من الاهتمامات الجمالية.

## قراءة إضافية
- Healy، Kieran (2019). Data Visualization: A Practical Introduction. Princeton University Press. ISBN:978-0-691-18161-5.
- Wilke، Claus O. (2018). Fundamentals of Data Visualization. O'Reilly. ISBN:978-1-4920-3108-6. مؤرشف من الأصل في 2020-04-15.
- Evergreen، Stephanie (2016). Effective Data Visualization: The Right Chart for the Right Data. Sage. ISBN:978-1-5063-0305-5.
- Tufte، Edward R. (2015). The visual display of quantitative information (ط. 2). Graphics Press. ISBN:9780961392147.
- Kawa Nazemi (2014). Adaptive Semantics Visualization Eurographics Association.
- Few، Stephen (2012). Show me the numbers : designing tables and graphs to enlighten (ط. 2). Analytics Press. ISBN:9780970601971. OCLC:795009632.
- Wilkinson، Leland (2012). Grammar of Graphics. Springer. ISBN:978-1-4419-2033-1.
- Mazza، Riccardo (2009). Introduction to Information Visualization. Springer. ISBN:9781848002180. OCLC:458726890.
- Andreas Kerren, John T. Stasko, Jean-Daniel Fekete, and Chris North (2008). Information Visualization – Human-Centered Issues and Perspectives. Volume 4950 of LNCS State-of-the-Art Survey, Springer.
- Spence, Robert Information Visualization: Design for Interaction (2nd Edition), Prentice Hall, 2007, (ردمك 0-13-206550-9).
- Jeffrey Heer, Stuart K. Card, James Landay (2005). "Prefuse: a toolkit for interactive information visualization" نسخة محفوظة 2007-06-12 على موقع واي باك مشين.. In: ACM Human Factors in Computing Systems CHI 2005.
- Post، Frits H.؛ Nielson، Gregory M.؛ Bonneau، Georges-Pierre (2003). Data Visualization: The State of the Art. Springer. ISBN:978-1-4613-5430-7.
- Ben Bederson and Ben Shneiderman (2003). The Craft of Information Visualization: Readings and Reflections. Morgan Kaufmann.
- Colin Ware (2000). Information Visualization: Perception for design. Morgan Kaufmann.
- Stuart K. Card, Jock D. Mackinlay and Ben Shneiderman (1999). Readings in Information Visualization: Using Vision to Think, Morgan Kaufmann Publishers.
- Cleveland، William S. (1993). Visualizing Data. Hobart Press. ISBN:0-9634884-0-6.
- Schwabish, Jonathan A. 2014. "An Economist's Guide to Visualizing Data." Journal of Economic Perspectives, 28 (1): 209–34.

## روابط خارجية
- محطات بارزة في تاريخ رسم الخرائط المواضيعية والرسومات الإحصائية وتصور البيانات ، تسلسل زمني مصور للابتكارات بقلم مايكل فريندلي ودانيال جيه دينيس.
- جامعة ديوك - عرض كريستا كيليهر - التواصل من خلال الرسوم البيانية - تصور المعلومات العلمية والهندسية - 6 مارس 2015